# Mario Dubsky

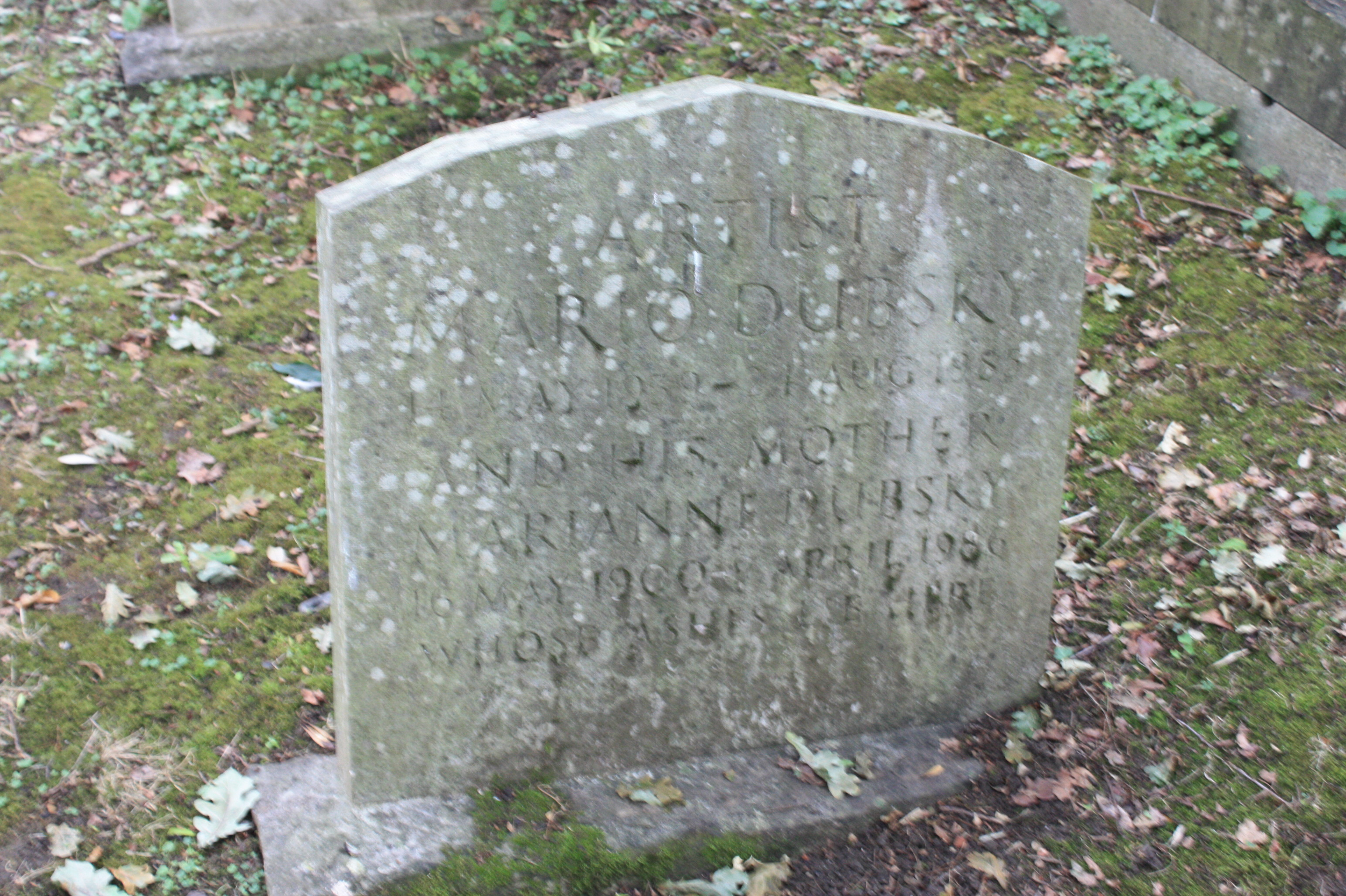
Tomba de Mario Dubsky, al cementiri de Highgate

Mario Peter Dubsky, més conegut pel nom artístic de Mario Dubsky, (Londres, 1939 - 4 d'agost de 1985) fou un artista anglès, fill de pares jueus vienesos que s'havien convertit al cristianisme. Acceptat a la Slade School of Fine Art a la inusualment primerenca edat de 17 anys, els primers treballs de Dubsky van ser influenciats per l'obra de l'artista anglo-jueu David Bomberg, alumne de l'Escola Slade quaranta anys abans. Dubsky es va incloure en el programa de la Nova Generació a la Galeria Whitechapel el 1966 i el 1968. Premiat amb una beca Harkness, va viatjar a Nova York, on va viure des de 1969 fins 1971. En aquesta ciutat, Dubsky i John Button van crear un gran mural de pintura i collage en la llavors seu de l'Aliança d'Activistes Gais. El mural es va perdre en l'incendi que va destruir l'edifici.
A la finals de 1960, Dubsky va desenvolupar un estil de pintura color field més abstracta amb la figuració. Des de la dècada de 1970, Dubsky esbossava formes d'ossos i esquelets prehistòrics al Museu d'Història Natural i va tornar a la figuració expressionista. El 1983, a la seva última exposició individual, X Factor, a la South London Gallery destaca l'obra Cabaret Valhalla, ara en mans de la Tate. Els seus poemes i il·lustracions a Progress Among The Consequences of Christianity de Tom Pilgrim (Londres, 1981), amb una introducció d'Edward Lucie-Smith, van ser reivindicats per l'artista com la seva resposta irada al judici per blasfèmia de 1977 contra la revista Gay News.
Dubsky va morir el 4 d'agost de 1985, després d'un període de malaltia causada per la infecció pel VIH i va enterrat a la secció oriental del cementiri de Highgate, al costat del principal camí occidental. L'obra de Dubsky s'exposa en nombroses col·leccions públiques.